# Замок Гоуска
Замок Гоуска (чеш. Hrad Houska) — раннеготический замок XIII века в Северной Чехии. Расположен в Дубской Швейцарии, в месте Блатц южнее города Доксы в 47 км к северу от Праги. Замок считается одним из самых древних и самых таинственных в Чехии. В замке снимался клип группы «Ария».

## История
На песчаниковой скале, где стоит замок Гоуска, ещё в IX веке построили деревянные, а позднее каменные оборонительные укрепления. Основателем считается воевода Славибор, чей сын Гоусек дал имя крепости. Сохранившееся до настоящего времени строение было возведено в 1270—1280 годах по воле короля Пржемысла Отакара II. В конце XVI века замок подвергся реконструкции в стиле ренессанса.
Считается, король Вацлав II передал Гоуску в собственность дворянскому роду Берка. В XV веке замком владели представители рода Смирицких, Вальдштейнов, графы Зульцы и Гогенлоэ. В 1924 году замок Гоуска под летнюю резиденцию приобрёл Йозеф Шимонек, президент завода «Шкода». В 1939—1945 годах замок был конфискован под нужды вермахта ввиду его стратегического положения. В 1950-е годы в замке Гоуска размещался архив Государственной библиотеки Клементинума. В ЧССР предлагалось переоборудовать Гоуску под санаторий. В 1990-х годах замок вернулся к прежним владельцам — наследникам Йозефа Шимонека. С 1999 года замок Гоуска доступен для посещения.

## Архитектура замка
Замок с закрытым внутренним двором и готической формы окнами имеет четырёхугольник в основании. Замковая часовня в готическом стиле украшена старинными фресками и занимает два этажа. В выставочных помещениях размещены полотна эпохи готики и Возрождения. Особо выделяются охотничий салон, рыцарский зал, реконструированная столовая и бальный зал. Крыша оборудована смотровой площадкой в башне. Фасад замка у входа украшен сграффито современной работы. Перед замком установлена барочная статуя святой Людмилы Чешской, датированная 1758 годом. На вершине скалы сохранились руины подвальных помещений и фундамента церкви, разрушенных в 1830 году.

## Легенды
Чешский историк Августин Седлачек писал: «На высокой горе стоял старинный замок, знаменитый не только своими постройками, но и живописным расположением и тайной, его окружающей». По преданиям, замок Гоуска скрывает под собой вход в преисподнюю. Под замком якобы расположено множество подземных ходов, ведущих в ад. Путь в таинственное подземелье открывали врата, относительно расположения которых есть несколько версий. По одной из них, врата находились на скале неподалёку от замка, где раньше располагалась барочная церквушка. По другой версии, врата находились непосредственно под полом молельного зала в замке, и не случайно, что посетители этого помещения чувствуют недомогания и часто теряют сознание. По третьей версии, в ад можно было попасть, нырнув в колодец во дворе замка. На стенах колодца изображены главные борцы с дьяволом — архангелы Михаил и Гавриил. По легенде, одному заключённому пообещали свободу, если он спустится в колодец. Его подняли на свет потерявшим разум, он рассказывал о неприятном запахе и страшных криках. Колодец позже засыпали.